# Eleições presidenciais portuguesas de 2001 no distrito de Viana do Castelo
| Eleições presidenciais portuguesas de 2001 Distritos: Aveiro \| Beja \| Braga \| Bragança \| Castelo Branco \| Coimbra \| Évora \| Faro \| Guarda \| Leiria \| Lisboa \| Portalegre \| Porto \| Santarém \| Setúbal \| Viana do Castelo \| Vila Real \| Viseu \| Açores \| Madeira \| Estrangeiro |

## Resultados por Concelho
Os resultados nos concelhos do Distrito de Viana do Castelo foram os seguintes:

### Arcos de Valdevez
| Candidato               | Candidato                  | Votos  | %               |
| ----------------------- | -------------------------- | ------ | --------------- |
|                         | Jorge Sampaio              | 4 757  | 47,33 / 100,00  |
|                         | Joaquim Ferreira do Amaral | 4 678  | 46,55 / 100,00  |
|                         | Fernando Rosas             | 290    | 2,89 / 100,00   |
|                         | António Abreu              | 180    | 1,79 / 100,00   |
|                         | António Garcia Pereira     | 145    | 1,44 / 100,00   |
| Votos Inválidos         | Votos Inválidos            | 195    | 1,90 / 100,00   |
| Total                   | Total                      | 10 245 | 100,00 / 100,00 |
| Eleitorado/Participação | Eleitorado/Participação    | 25 997 | 39,41 / 100,00  |

### Caminha
| Candidato               | Candidato                  | Votos  | %               |
| ----------------------- | -------------------------- | ------ | --------------- |
|                         | Jorge Sampaio              | 4 641  | 58,81 / 100,00  |
|                         | Joaquim Ferreira do Amaral | 2 575  | 32,63 / 100,00  |
|                         | António Abreu              | 282    | 3,57 / 100,00   |
|                         | Fernando Rosas             | 258    | 3,27 / 100,00   |
|                         | António Garcia Pereira     | 135    | 1,71 / 100,00   |
| Votos Inválidos         | Votos Inválidos            | 214    | 2,64 / 100,00   |
| Total                   | Total                      | 8 105  | 100,00 / 100,00 |
| Eleitorado/Participação | Eleitorado/Participação    | 14 827 | 54,66 / 100,00  |

### Melgaço
| Candidato               | Candidato                  | Votos  | %               |
| ----------------------- | -------------------------- | ------ | --------------- |
|                         | Jorge Sampaio              | 2 291  | 56,23 / 100,00  |
|                         | Joaquim Ferreira do Amaral | 1 572  | 38,59 / 100,00  |
|                         | Fernando Rosas             | 117    | 2,87 / 100,00   |
|                         | António Abreu              | 47     | 1,15 / 100,00   |
|                         | António Garcia Pereira     | 47     | 1,15 / 100,00   |
| Votos Inválidos         | Votos Inválidos            | 75     | 1,80 / 100,00   |
| Total                   | Total                      | 4 149  | 100,00 / 100,00 |
| Eleitorado/Participação | Eleitorado/Participação    | 10 764 | 38,55 / 100,00  |

### Monção
| Candidato               | Candidato                  | Votos  | %               |
| ----------------------- | -------------------------- | ------ | --------------- |
|                         | Jorge Sampaio              | 4 400  | 51,65 / 100,00  |
|                         | Joaquim Ferreira do Amaral | 3 654  | 42,89 / 100,00  |
|                         | Fernando Rosas             | 236    | 2,77 / 100,00   |
|                         | António Abreu              | 117    | 1,37 / 100,00   |
|                         | António Garcia Pereira     | 112    | 1,31 / 100,00   |
| Votos Inválidos         | Votos Inválidos            | 159    | 1,83 / 100,00   |
| Total                   | Total                      | 8 678  | 100,00 / 100,00 |
| Eleitorado/Participação | Eleitorado/Participação    | 20 182 | 43,00 / 100,00  |

### Paredes de Coura
| Candidato               | Candidato                  | Votos | %               |
| ----------------------- | -------------------------- | ----- | --------------- |
|                         | Jorge Sampaio              | 2 237 | 58,81 / 100,00  |
|                         | Joaquim Ferreira do Amaral | 1 272 | 33,44 / 100,00  |
|                         | Fernando Rosas             | 159   | 4,18 / 100,00   |
|                         | António Abreu              | 77    | 2,02 / 100,00   |
|                         | António Garcia Pereira     | 59    | 1,55 / 100,00   |
| Votos Inválidos         | Votos Inválidos            | 98    | 2,51 / 100,00   |
| Total                   | Total                      | 3 902 | 100,00 / 100,00 |
| Eleitorado/Participação | Eleitorado/Participação    | 9 225 | 42,30 / 100,00  |

### Ponte da Barca
| Candidato               | Candidato                  | Votos  | %               |
| ----------------------- | -------------------------- | ------ | --------------- |
|                         | Jorge Sampaio              | 2 854  | 50,30 / 100,00  |
|                         | Joaquim Ferreira do Amaral | 2 515  | 44,32 / 100,00  |
|                         | Fernando Rosas             | 124    | 2,19 / 100,00   |
|                         | António Abreu              | 101    | 1,78 / 100,00   |
|                         | António Garcia Pereira     | 80     | 1,41 / 100,00   |
| Votos Inválidos         | Votos Inválidos            | 95     | 1,65 / 100,00   |
| Total                   | Total                      | 5 769  | 100,00 / 100,00 |
| Eleitorado/Participação | Eleitorado/Participação    | 12 236 | 47,15 / 100,00  |

### Ponte de Lima
| Candidato               | Candidato                  | Votos  | %               |
| ----------------------- | -------------------------- | ------ | --------------- |
|                         | Joaquim Ferreira do Amaral | 10 673 | 50,83 / 100,00  |
|                         | Jorge Sampaio              | 9 065  | 43,17 / 100,00  |
|                         | António Abreu              | 507    | 2,41 / 100,00   |
|                         | Fernando Rosas             | 485    | 2,31 / 100,00   |
|                         | António Garcia Pereira     | 267    | 1,27 / 100,00   |
| Votos Inválidos         | Votos Inválidos            | 605    | 2,80 / 100,00   |
| Total                   | Total                      | 21 602 | 100,00 / 100,00 |
| Eleitorado/Participação | Eleitorado/Participação    | 37 863 | 57,05 / 100,00  |

### Valença
| Candidato               | Candidato                  | Votos  | %               |
| ----------------------- | -------------------------- | ------ | --------------- |
|                         | Jorge Sampaio              | 2 965  | 52,58 / 100,00  |
|                         | Joaquim Ferreira do Amaral | 2 377  | 42,15 / 100,00  |
|                         | Fernando Rosas             | 135    | 2,39 / 100,00   |
|                         | António Abreu              | 97     | 1,72 / 100,00   |
|                         | António Garcia Pereira     | 65     | 1,15 / 100,00   |
| Votos Inválidos         | Votos Inválidos            | 152    | 2,62 / 100,00   |
| Total                   | Total                      | 5 791  | 100,00 / 100,00 |
| Eleitorado/Participação | Eleitorado/Participação    | 12 402 | 46,69 / 100,00  |

### Viana do Castelo
| Candidato               | Candidato                  | Votos  | %               |
| ----------------------- | -------------------------- | ------ | --------------- |
|                         | Jorge Sampaio              | 22 564 | 56,85 / 100,00  |
|                         | Joaquim Ferreira do Amaral | 13 564 | 34,15 / 100,00  |
|                         | António Abreu              | 1 808  | 4,55 / 100,00   |
|                         | Fernando Rosas             | 1 228  | 3,09 / 100,00   |
|                         | António Garcia Pereira     | 551    | 1,39 / 100,00   |
| Votos Inválidos         | Votos Inválidos            | 1 098  | 2,69 / 100,00   |
| Total                   | Total                      | 40 813 | 100,00 / 100,00 |
| Eleitorado/Participação | Eleitorado/Participação    | 75 962 | 53,73 / 100,00  |

### Vila Nova de Cerveira
| Candidato               | Candidato                  | Votos | %               |
| ----------------------- | -------------------------- | ----- | --------------- |
|                         | Jorge Sampaio              | 2 461 | 57,27 / 100,00  |
|                         | Joaquim Ferreira do Amaral | 1 561 | 36,33 / 100,00  |
|                         | Fernando Rosas             | 140   | 3,26 / 100,00   |
|                         | António Abreu              | 75    | 1,75 / 100,00   |
|                         | António Garcia Pereira     | 60    | 1,40 / 100,00   |
| Votos Inválidos         | Votos Inválidos            | 107   | 2,43 / 100,00   |
| Total                   | Total                      | 4 404 | 100,00 / 100,00 |
| Eleitorado/Participação | Eleitorado/Participação    | 8 019 | 54,92 / 100,00  |